# CA Paris
Der Cercle Athlétique de Paris oder kurz CAP war ein traditionsreicher französischer Fußballverein aus Frankreichs Hauptstadt.
CAP ging aus der 1892 gegründeten Nationale de Saint-Mandé hervor, einer „Gesellschaft für Gymnastik und militärische Ausbildung“, in der 1896 eine Fußballabteilung entstand. 1899 benannte der Verein sich in Football Club de Paris um (dieser FC Paris ist nicht identisch mit dem deutlich später entstandenen Paris FC); er fusionierte 1906 mit Union Sportive de XIIe und Paris Athlétic Club und nahm den Namen Cercle Athlétique an. Die ganz frühen Schritte (bis 1906) fanden also noch unter der Bezeichnung FC Paris statt. In den ersten Jahren spielten die Fußballer auf einem Platz namens Belle-Gabrielle im Bois de Vincennes.

## Geschichte

### Vor dem Ersten Weltkrieg
CAP trat 1897 dem bis dahin einzigen Fußballverband Frankreichs bei, der Union des sociétés françaises de sports athlétiques (USFSA). Dieser führte ab 1898 einen Championnat de France genannten Landesmeisterwettbewerb durch, den die Regionalmeister aus Paris und anderen Teilen des Landes ausspielten. CAP erreichte 1899 die höchste Pariser Spielklasse und wurde 1906 erstmals Stadtmeister. Nach Siegen über SU Caen und SOE Toulouse erwies sich im Endspiel der „Serienmeister“ jener Tage, der RC Roubaix, allerdings als zu stark und gewann 4:1. 1909 folgte die zweite Pariser Meisterschaft, und auf nationaler Ebene erreichte man nach Siegen über Angers UC, Stade Rennais UC und US Tourcoing erneut das Endspiel, verlor es aber auch diesmal (2:3 gegen Stade Helvétique Marseille).
1910 gründete der Verein zusammen mit einigen anderen aus der USFSA eine neue Organisation, die Ligue de Football Association (LFA). Auslöser dieser Abspaltung waren vorrangig unterschiedliche Auffassungen über die Professionalisierung des Fußballs (siehe auch Fußball in Frankreich#Anfangsjahre). Unter dem Dach des Comité Français Interfédéral spielten die Meister der konkurrierenden Fußballverbände LFA, FCAF und FGSPF (der einheitliche französischen Verband Fédération Française de Football/FFF wurde erst 1919 gegründet) um den nationalen Titel Trophée de France, wovon vor 1913 der UFSFA-Titelträger allerdings ausgeschlossen blieb. Bereits 1911 wurde CAP Meister der LFA und gewann anschließend auch die französische CFI-Meisterschaft (1:0 über den katholischen Verein Étoile des Deux Lacs aus Paris). Zwei Jahre später gewann man die Trophée de France erneut, diesmal durch einen 2:1-Sieg bei VGA Médoc Bordeaux.

### Zwischen den Kriegen: Pokal und Professionalismus
Während des Ersten Weltkriegs fand auch bei CA Paris kein regelmäßiger Spielbetrieb statt. Allerdings wurde ab 1917/18 erstmals ein landesweiter Pokalwettbewerb für Vereine aller Verbände (Coupe Charles Simon) ausgetragen, der seit 1919/20 bis heute unter dem Namen Coupe de France von der FFF fortgeführt wird. CAP gehörte 1917 zu den 48 Klubs, die dafür gemeldet hatten, und erreichte die Runde der letzten Sechzehn, ein Jahr später sogar das Viertelfinale. 1920 gelang nach Siegen über US Saint-Servan, Red Star (erst im Wiederholungsspiel) und VGA Médoc Bordeaux der Einzug in das Endspiel, das gegen Le Havre AC 2:1 gewonnen wurde. In den Reihen des Pokalsiegers standen neben dem französischen Nationalspieler Henri Bard u. a. auch zwei Schweizer (Dreyfus und Pache) und ein Brite (McDewitt). Das erfolgreiche Team löste sich allerdings unmittelbar nach dem Triumph auf.
Der Pokalsieg blieb der einzige offizielleTitel für CA Paris. In diesem Wettbewerb kam man allerdings noch mehrmals relativ weit: 1921 war im Viertel-, 1927 im Halbfinale Endstation (und Olympique Marseille benötigte sogar ein Wiederholungsspiel, in dem es CAP dann allerdings 6:0 deklassierte); 1928 war der zweite Pokalgewinn in Reichweite, aber im Endspiel verlor man mit 1:3 gegen Red Star. Von 1929 bis 1931 sowie 1940 schied der Klub jeweils im Viertelfinale aus, 1934 im Achtelfinale – aber das reichte kaum noch für Schlagzeilen.
Auch die „Landesmeisterschaft“ von 1927 (Endrunde mit CA, Olympique Marseille, AC Amiens und FC Rouen) blieb letztlich wertlos: es gab noch keine landesweite Liga, und die FFF zählt erst die Meisterschaften ab 1932/33 als offizielle Titel.
Immerhin: bei der Einführung eines landesweiten, professionellen Ligabetriebes (Division 1 ab 1932/33, im ersten Jahr in zwei nicht nach regionalen Gesichtspunkten zusammengestellten Gruppen) war CAP erneut unter den Pionieren, belegte in der ersten Spielzeit Platz 5 in seiner Gruppe, musste aber bereits ein Jahr später in die zweite Liga absteigen und kehrte auch nie wieder ins Oberhaus zurück (abgesehen von den Besatzungsjahren 1939–1943, die wegen der Teilung Frankreichs aber nicht als offizielle Meisterschaftsjahre zählen).

### Nach dem Zweiten Weltkrieg
Nach der Befreiung des Landes spielte der CA Paris noch 18 Jahre lang in der zweiten Division, wobei er elf Spielzeiten als Letzter oder Vorletzter der Tabelle abschloss. Auch im Pokal kam CAP nur noch höchstens unter die letzten 32 Teams (1946, 1948, 1950 und 1951). Anhaltende Misserfolge und die Tatsache, dass der Verein mangels eines eigenen Stadions inner- wie außerhalb von Paris (u. a. in Saint-Ouen, Vincennes, sogar in Mantes-la-Jolie) ein immer nur kurzzeitiges Zuhause fand, führten 1963 dazu, dass CAP sich unter seinem langjährigen Präsidenten Marcel Langiller, einem Ex-Nationalspieler, aus dem Profifußball zurückzog.
1964 schloss sich die Fußballabteilung dem SO Charenton an, und das war das Ende von CAP. Zwar gibt es seit 1998 wieder einen Cercle Athlétique Paris, dessen Frauen 2022 sogar in die zweite Liga aufgestiegen sind – aber das ist der Nachfolger eines anderen Pariser Traditionsclubs, nämlich von Cercle Athlétique XIVe, also aus dem 14. und nicht aus dem 12. Arrondissement wie der „richtige“ CA.

## Ligazugehörigkeit und Erfolge
Profistatus besaß CA von 1932 bis 1963, erstklassig (Division 1, seit 2002 in Ligue 1 umbenannt) spielte er allerdings nur 1932–1934.
- Französischer Meister: Fehlanzeige, bisher beste Platzierung war Tabellenrang 5 in Gruppe B (1932/33); zudem (inoffizieller) FFF-Landesmeister 1927
- Französischer Pokalsieger: 1920 (und Finalist 1928)
- Landesmeister des Championnat de France der USFSA: Fehlanzeige, aber Finalist 1906 und 1909
- Landesmeister der Trophée de France des CFI: 1911, 1913

## Bekannte Spieler
- Französische Nationalspieler
- Die Zahl der Länderspiele für CA Paris (bzw. die darin enthaltenen für [FC Paris] bis 1906) und der Zeitraum dieser internationalen Einsätze sind in Klammern angegeben
  - Georges Albert (1; 1908)
  - Henri Bard (10; 1919–1921; drei Tore; u. a. beim olympischen Fußballturnier 1920) vor- und nachher acht weitere Länderspiele für einen anderen Klub
  - Henri Beau, genannt Coulon (5; 1911)
  - Maurice Beaudier (3; 1921)
  - Maurice Bigue (7; 1911–1914)
  - Charles Bilot (6 [1]; 1904–1912)
  - Georges Bilot (1 [1]; 1904)
  - Gaston Cyprès (6 [2]; 1904–1908; zwei Tore)
  - Jean Fidon (1; 1927)
  - Louis Finot (7; 1930–1934)
  - Ernest Gravier (6; 1911; ein Tor) danach fünf weitere Länderspiele für einen anderen Klub
  - Marcel Langiller (10; 1927–1928 und 1937; zwei Tore; u. a. beim olympischen Fußballturnier 1928) dazwischen 20 weitere Länderspiele für zwei andere Klubs
  - Jean Laurent (3; 1930; WM-Teilnehmer 1930) danach sechs weitere Länderspiele für einen anderen Klub
  - Lucien Laurent (2; 1930) danach acht weitere Länderspiele für zwei andere Klubs
  - Louis Mesnier (14 [2]; 1904–1913; sechs Tore)
  - Georges Moulène (1; 1926)
  - Georges Ouvray (1; 1928; ein Tor)
  - Marcel Vanco (7; 1920–1922) danach ein weiteres Länderspiel für einen anderen Klub
  - Joseph Verlet (7 [2]; 1904–1911; ein Tor)
- Andere
  - Alfred Aston, Spielertrainer 1948/49